# Лю Сє
Лю Сє (кит.: 劉協; 181 — 21 квітня 234) — останній імператор династії Хань, який правив у 189—220 роках. Посмертне ім'я Сянь-ді.

## Життєпис
Походив з імператорського роду Лю. Син Лю Хуна. Відразу після смерті останнього у 189 році розпочалася боротьба за владу між кланами Хо на чолі з імператрицею-удовицею та Дун на чолі із великою імператрицею-удовицею дун (матір'ю Лю Хуна). На деякий час перемогли перші, й імператором став брат Лю Сє — Лю Бянь. Втім, того року внаслідок інтриг його було скинуто, а новим володарем імперії при підтримці військовика Дун Чжо оголошено Лю Сє. Фактично владу перебрав на себе новий регент Дун Чжо.
У 190 році проти нього повстав Юань Шао. Тоді Дун Чжо разом з імператором перебрався до Чан'аня. Надалі тривала боротьба за право бути регентом. У 192 році Дун Чжо було вбито, імператора захопили військовики Лі Цзуе та Го Сі, а потім Цзу Шоу. У 196 році Лю Сє повертається до Лояна. Тоді ж був захоплений Цао Цао, який змусив імператора пересилиться до своєї ставки у м. Сюй. Відтоді перебував під контролем Цао Цао у 214 році останній наказав вбити імператрицю Фу Шоу та двох синів імператора. Слід за цим за розпорядженням Цао Лю Сє одружився з його донькою Цао Цзе та оголосив її імператрицею.
Після смерті Цао Цао його син Цао Пей 11 грудня 220 року змусив Лю Сє зректися влади на свою користь. Тоді ж Сє отримав титул Шаньян-гуна. Надалі Лю Сє мешкав переважно у своєму маєтку, зовсім не втручаючись у політичні справи. Помер 21 квітня 234 року.